# Загромотье
Загромотье — деревня в Плюсском районе Псковской области. Входит в сельское поселение Плюсская волость.

## География
Деревня расположена на северо-восточном побережье озера Чёрное (относящегося к Сиковицкой волости Струго-Красненского района), в 18 км к западу от районного центра — посёлка Плюсса и в 11 км к юго-западу от деревни Должицы.

## Население
Численность населения деревни по оценке на конец 2000 года составляла 5 человек, по переписи 2002 года — 9 человек.

## История
До 1 января 2006 года деревня входила в состав ныне упразднённой Должицкой волости.